# South Rukuru
La South Rukuru est une rivière du nord du Malawi qui a son embouchure dans le lac Malawi, donc dans le bassin versant du fleuve le Zambèze, par l'intermédiaire de la rivière Shire. 

## Géographie
Elle prend sa source dans le district de Mzimba, à 1 204 mètres d'altitude, à l'ouest de l'extrémité sud du plateau de Viphya (en). Son cours, situé pour l'essentiel dans la plaine de Mzimba, est orienté globalement nord-nord-est ; elle se déverse dans le lac Malawi. Ses affluents drainent le versant ouest du plateau de Viphya. À l'est, une ligne de partage des eaux, qui forme la frontière entre le Malawi et la Zambie, sépare le bassin versant de la South Rukuru de celui de la Luangwa. La basse vallée de la rivière sépare l'extrémité nord du plateau de Viphya du plateau de Nyika, au nord,,.

## Aménagements et écologie

### Projet d'irrigation
Le département de l'irrigation développe en 2019 un grand projet d'irrigation qui couvrira une superficie de 4 000 hectares dans le district de Rumphi, sur la rive gauche de la rivière. Le projet est soutenu par l'Union européenne et bénéficiera à près de 2 300 agriculteurs de la région.